# Tractat de Kurukove

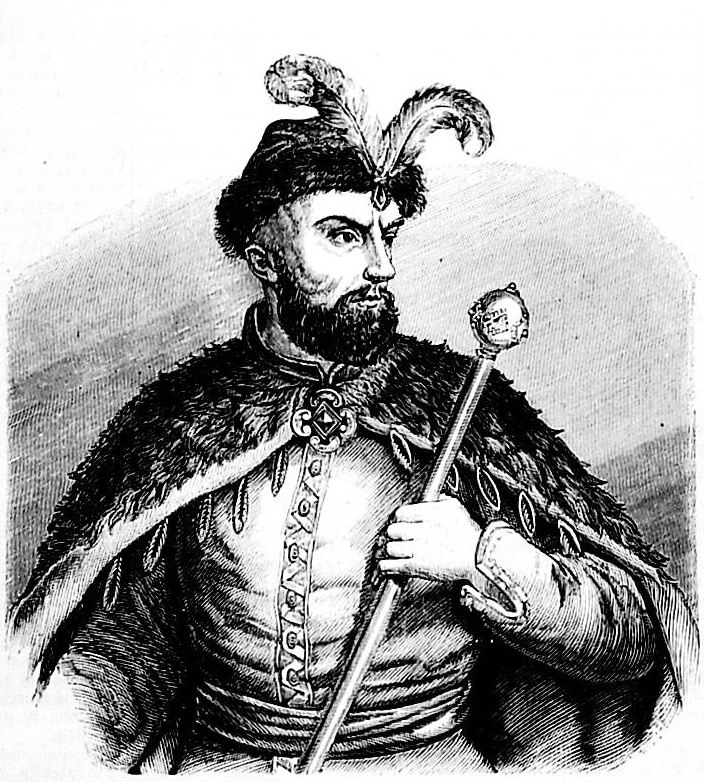
Myjailo Doroshenko

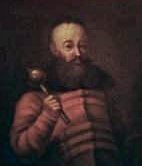
Stanisław Koniecpolski

El Tractat de Kurukove (en ucraïnès: Куруківський Договір) va ser un acord entre el hetman Stanisław Koniecpolski de la Confederació de Polònia i Lituània i Mikhailo Doroixenko per part dels cosacs zaporoges. Després de quatre dies de negociacions, va ser signat el 5 de novembre de 1625 a prop del llac Kurukove al territori que actualment és Krementxuk. El tractat era una resposta a la revolta de Markó Jmàilo, i va proveir un compromís pel qual les llibertats dels cosacs es van ampliar, malgrat que no totes les exigències van ser atorgades, per la qual cosa el tractat va conduir a més tensió.

## Termes
- Amnistia per als rebels que van participar en les expedicions contra els territoris turcs, contra les finques de la noblesa ucraïnesa mitjana i baixa, o contra les terres de la Corona, «amb la condició que d'allà en endavant hi hagués obediència i respecte al starosty i als oficials».
- El dret dels cosacs a escollir els seus propis hetmans, sota la confirmació del rei polonès.
- El cosacs registrats es van veure incrementats fins als 6.000 homes, i als del registre de Polònia, se'ls pagaria un sou anual – es va incrementar fins a 8.000 homes en el Tractat del Pereiàslav–.
- Es van prohibir les campanyes independents cosaques contra l'Imperi Otomà.
- Els cosacs no tindrien relacions amb altres països, «no es faran aliances amb cap altre país veí, ni es rebrà cap delegació, ni hi haurà comunicacions mitjançant enviats, ni es farà res al servei d'un altre país».
- Si aquestes condicions eren trencades, «la Mancomunitat procedirà de la mateixa manera que si fossin enemics».